# Хантли (Небраска)
Хантли (енгл. Huntley) град је у америчкој савезној држави Небраска.

## Демографија
По попису из 2010. године број становника је 44, што је 23 (-34,3%) становника мање него 2000. године.
| Група             | 2000.      | 2010.      |
| Белци             | 66 (98,5%) | 39 (88,6%) |
| Афроамериканци    | 0 (0,0%)   | 0 (0,0%)   |
| Азијати           | 0 (0,0%)   | 0 (0,0%)   |
| Хиспаноамериканци | 1 (1,5%)   | 5 (11,4%)  |
| Укупно            | 67         | 44         |